# Cañón de la Salud
El cañón de la Salud (usualmente denominado según el contexto como «puerta de Trujillo» o «ermita de la Salud») es un edificio histórico sui generis ubicado en la muralla de la ciudad española de Plasencia, en la provincia de Cáceres. Es una estructura que sirve indistintamente como puerta de la muralla y como ermita católica.
Fue construida en la Edad Media como una simple puerta de la muralla, que daba acceso a los intramuros para quienes cruzaban el río Jerte en el vecino puente de Trujillo, la entrada tradicional a la ciudad desde el sur. Sin embargo, en el siglo XVII se desarrolló aquí una gran devoción en torno a la imagen de la Virgen de la Salud, que llevó a que entre 1721 y 1723 se hiciera una gran reforma que le dio su estructura actual. La fachada de extramuros del edificio está considerada uno de los principales símbolos de Plasencia, por ser el primer monumento del casco antiguo que se ve desde su acceso meridional y ubicarse en una zona muy transitada.

## Localización
La estructura se ubica en el lateral meridional de la muralla de Plasencia, siendo la única vía de acceso al recinto intramuros en el tramo de setecientos metros de fortificación que hay entre la puerta de Coria y el postigo de la catedral. Hacia el interior, el cañón da acceso a la calle Trujillo, una de las vías principales que unen la muralla con la Plaza Mayor. Hacia el exterior, da acceso mediante una rotonda al puente de Trujillo, que es una de las cuatro estructuras de la ciudad que permiten a los vehículos cruzar el río Jerte en ambos sentidos, junto con los puentes de Adolfo Suárez y Tenerías y el viaducto de la N-630. Este conjunto de circunstancias convierten al área del cañón de la Salud en uno de los lugares más transitados de la ciudad.
En su parte intramuros, la puerta da también acceso hacia el oeste a la calle Ancha, que lleva hasta la iglesia de la Magdalena en paralelo a la muralla; al este sale una pequeña callejuela llamada "calle de la Salud". En los extramuros sale al oeste la calle Eulogio González, paralela exterior de la calle Ancha, que da acceso al barrio del Río Jerte; de la calle Eulogio González sale hacia el sur frente al cañón la calle Tajabor, que lleva al barrio de San Juan pasando por las ruinas de la ermita de Santo Tomé, separada de la de la Salud por la rotonda. Hacia el este en los extramuros sale de aquí la avenida Calvo Sotelo, una de las principales de la ciudad, que lleva a la puerta de Talavera.

## Historia

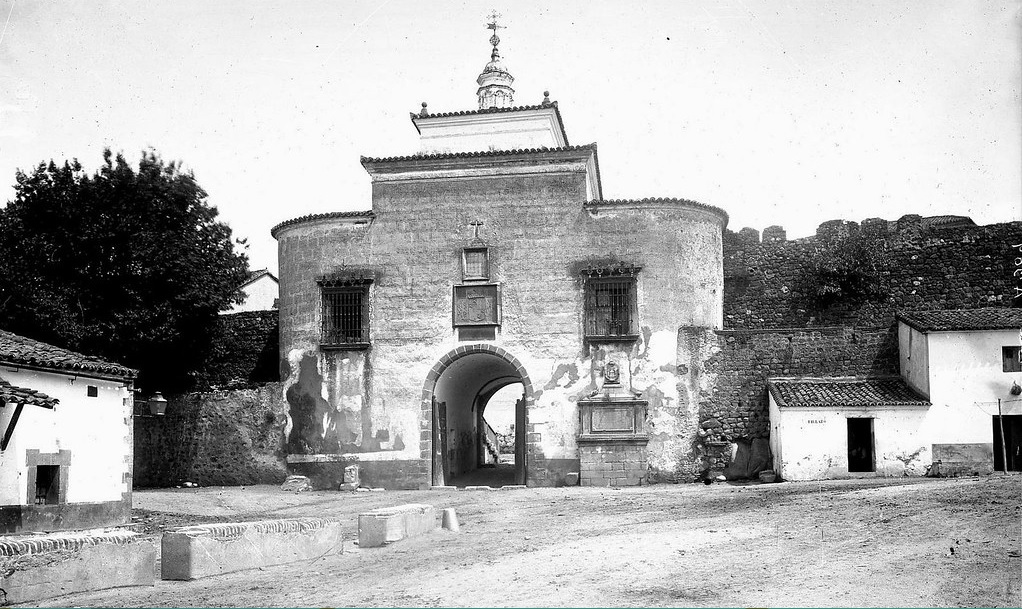
Fotografía de J. Laurent que muestra el aspecto del edificio en 1868. Es una de las fotografías más antiguas que se conservan de Plasencia.

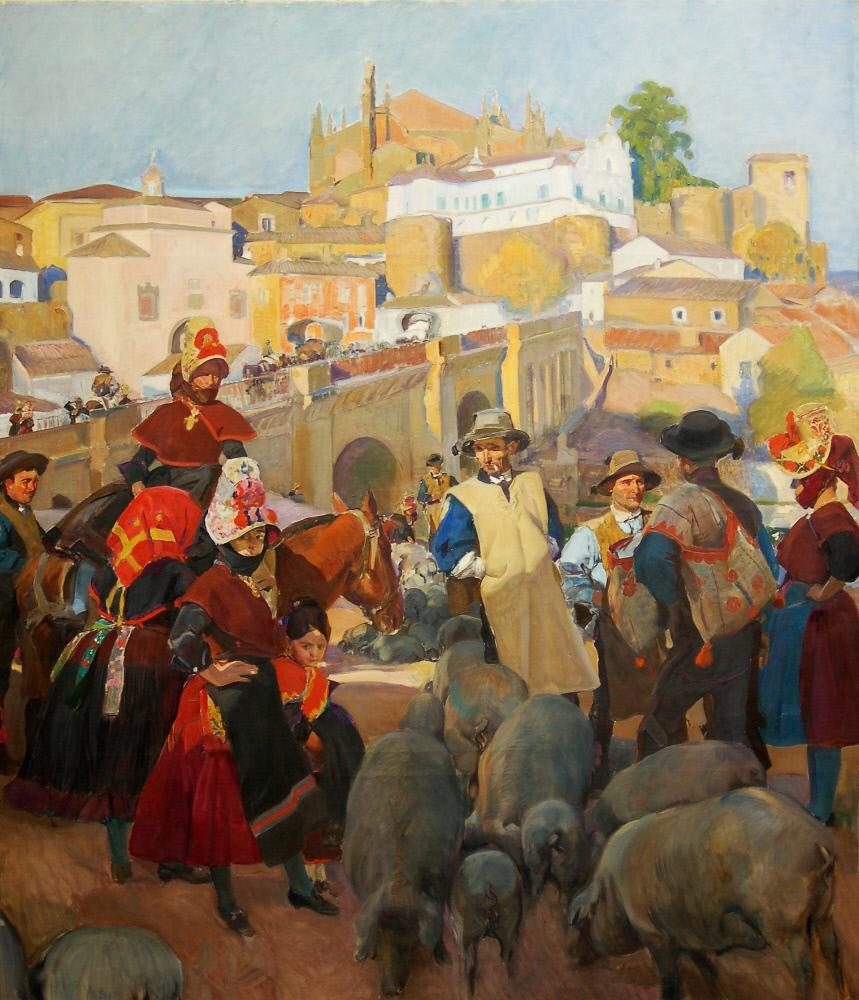
El mercado, óleo de Joaquín Sorolla en el que se muestra una imagen de la ciudad en 1917. En el centro del cuadro se ubica el puente de Trujillo, tras el cual se muestran el cañón de la Salud y la catedral.

La actual construcción era en la Edad Media una simple puerta de la muralla de Plasencia, conocida como "puerta de Trujillo" por ser el lugar de acceso natural para quienes llegaban a Plasencia desde la ciudad de Trujillo. La tradición local afirma que esta puerta existe desde la misma época de la fundación de la ciudad, pues se dice que en 1196 el rey Alfonso VIII de Castilla accedió a la localidad a través de este punto para expulsar a los almohades, por lo cual en el siglo XIII se instaló sobre esta puerta, mirando hacia intramuros, una hornacina dedicada a la Virgen María que conmemoraba la reconquista definitiva de la ciudad de aquel año. El origen medieval de la puerta está más claramente confirmado por el trazado de las calles de intramuros, dentro del cual las calles principales unían la Plaza Mayor con las puertas de la muralla, llegando hasta aquí la llamada "calle de Trujillo".
Durante la crisis que sufrió la Corona de Castilla en el siglo XV, la ciudad de Plasencia pasó a manos de la Casa de Zúñiga en 1442, dejando de ser una ciudad de realengo, lo que supuso la pérdida de su derecho a voto en las Cortes de Castilla y una gravísima vulneración del fuero de la ciudad. Una amplia parte de la nobleza local, partidaria de la restauración del realengo, se levantó en armas contra los Zúñiga en 1488, logrando devolver la ciudad al poder regio cuando las tropas de Fernando el Católico entraron a través de la puerta de Trujillo. La puerta fue reventada por veinte agricultores de la villa de Torrejón el Rubio, cuyo señor era partidario de la restauración del realengo, usando una estructura de maderos, lo cual dio acceso al interior a cincuenta caballeros que derrotaron a los partidarios de los Zúñiga junto con los placentinos sublevados. Una inscripción en el actual edificio conmemora este hecho.
Las primeras noticias de su evolución hacia una capilla mariana datan de 1624, cuando se conservan los documentos más antiguos del archivo de la ermita. En la primera mitad del siglo XVII, los vecinos de las calles Trujillo y Ancha nombraban a un grupo de encargados de organizar las fiestas anuales de la Virgen de los Remedios y las misas de domingos y festivos en la capilla. Sin embargo, la capilla se hizo más conocida la noche del domingo 13 de julio de 1654, cuando según consta en los documentos del santuario se produjo un milagro en el cual la lámpara comenzó a derramar aceite de forma continua, sin parar hasta el martes siguiente. Según las declaraciones de testigos que aparecen en el archivo histórico, la imagen de la Virgen de los Remedios cambió su denominación a "Virgen de la Salud" cuando varios enfermos se curaron de forma milagrosa con ese aceite. A partir de entonces, la capilla se convirtió en un lugar de peregrinaje en tiempos de epidemia, llegando la Virgen de la Salud a disputar el patronazgo de la ciudad a la Virgen del Puerto.
Debido a la gran devoción que alcanzó la Virgen de la Salud en la ciudad, entre 1721 y 1723 se llevaron a cabo las obras que dieron al edificio su actual y peculiar forma, transformando la capilla en una ermita sin alterar su estructura de puerta de muralla. La primera misa en la nueva ermita la ofició el obispo Francisco Laso de la Vega el 2 de abril de 1725. Desde la construcción de la ermita, la imagen solamente ha salido de la ermita en procesión en ocasiones excepcionales para rogar contra epidemias, siendo las más conocidas las que se llevaron a cabo en la pandemia de gripe de 1918 y en la de 1957. En 1999 se produjo la última obra importante en el edificio, cuando el Ayuntamiento de Plasencia llevó a cabo una restauración en su fachada extramuros.

## Descripción

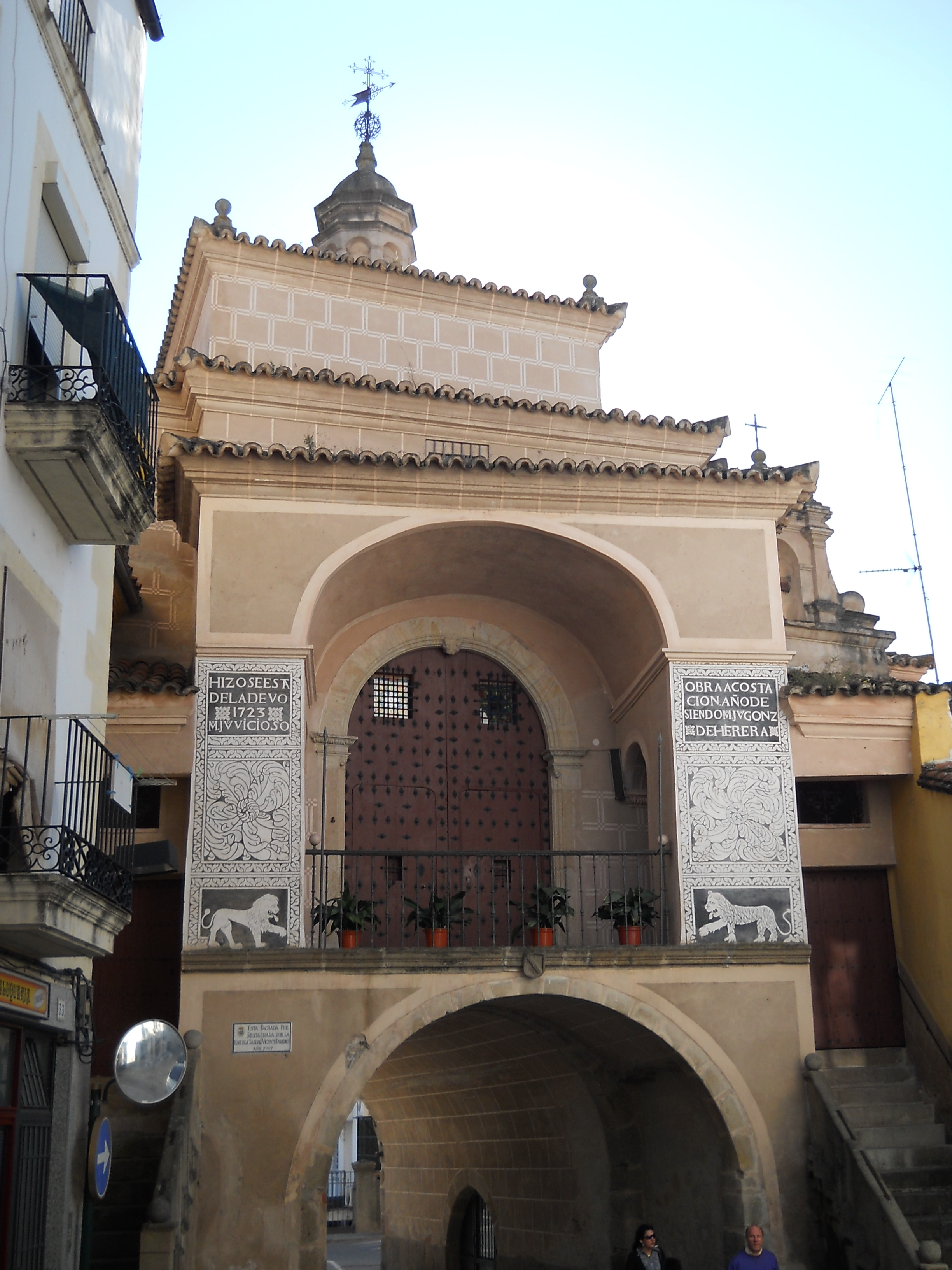
Vista intramuros del edificio

El cañón de la Salud es una construcción sui generis que resulta difícil de clasificar. Aunque en toda la península ibérica se desarrollaron puertas monumentales en la Edad Media que muchas veces contenían elementos religiosos como hornacinas o capillas, es poco habitual que estos elementos religiosos crecieran hasta dejar la puerta como un elemento secundario, por lo que esta ermita no pudo seguir un modelo definido. En general, la ermita propiamente dicha se suele considerar barroca en base a su decoración, pero por su peculiar proceso de construcción también se ha clasificado al edificio como de origen renacentista.
El edificio se estructura en base a dos antiguos cubos o torres defensivas que se construyeron originalmente a ambos lados de la puerta de Trujillo. La ermita propiamente dicha está construida en una planta superior entre los dos cubos, quedando bajo ella una planta inferior en la cual una bóveda de cañón comunica el recinto amurallado con sus extramuros; este túnel es, en sentido estricto, el «cañón de la Salud» que da nombre al edificio. El interior de la ermita se estructura con pilastras de orden toscano, entre las cuales cuatro arcos torales con pechinas sostienen una cúpula coronada por una linterna, todo ello con una decoración recargada de estilo próximo al rococó. Se accede al interior de la ermita por dos escaleras laterales situadas a ambos lados de la fachada intramuros, entre las cuales hay sobre el cañón un balcón que alberga la puerta principal.
En la decoración de la fachada extramuros predominan los esgrafiados, que siguen un modelo de malla de rectángulos en los cuales los lados los marca un encintado doble y las esquinas un pequeño damero, muy extendida en la actual provincia de Cáceres desde finales del siglo XVI hasta el siglo XVIII. Junto a los esgrafiados, existen otros elementos que la ornamentan. Sobre la salida del cañón hay una cruz del calvario y un escudo de los Reyes Católicos bajo los cuales una inscripción en latín preside el acceso, recordando la toma de la ciudad desde esta puerta por las tropas de Fernando el Católico en 1488. Dentro de la inscripción hay un escudo de Francisco de Carvajal, el principal apoyo de los Reyes Católicos en la toma de la ciudad. La inscripción dice lo siguiente:

LIBERTAS VITAE, GEMMIS, AUROQVE PREFERTVR
LIBERTAS NOBILEM REDDIT PLACENTIAE VRBEM
QVAN FORTVNA SPREVIT, REGIAM QVAE IN LVCEN REDEMIT
NOBILES PRAETERA PLACENTIAE, VRBIS QVAE HEROES
DEVICERVUNT HOSTES, SVB REGIO MARTE, FEROCES
REGIBVS QVIPPE DECET HOMINESQ SVBDITOS
MES OCTOBS AN D [escudo de Francisco de Carvajal] MCCCCLXXXVIII

Traducción: La libertad es más valiosa que la vida, las gemas y el oro. La libertad ha devuelto ya su nobleza a la ciudad de Plasencia, que estaba menospreciada por la Fortuna, ahora redimida para el esplendor regio. Los nobles caballeros de Plasencia, héroes de su ciudad, vencieron a los feroces enemigos bajo las banderas reales, porque solo es digno de los hombres el ser súbditos de los reyes. Mes de octubre, año de 1488.

Esta inscripción no es la única referencia histórica que recoge la fachada extramuros del cañón de la Salud: junto al cañón hay una gran inscripción en castellano fechada en 1799, en homenaje a la labor de desarrollo de la ciudad llevada a cabo por el obispo José González Laso; esta inscripción se la dedicó el concejo placentino e incluye sobre ella el escudo de la ciudad. Además, junto al edificio se instaló en diciembre de 2008, por iniciativa de la asociación cultural Pedro de Trejo, un monumento conmemorativo en honor a los placentinos que defendieron la ciudad de los ataques franceses en la Guerra Peninsular, ya que las tropas napoleónicas de François Joseph Lefebvre habían entrado en la ciudad a través del cañón en 1808. También se ubicaba a las afueras de la puerta desde finales del siglo XV el rollo de la ciudad, que conmemoraba la restauración del realengo; sin embargo, este rollo fue destruido en la Revolución de 1868.
De entre los bienes muebles del interior del edificio, destacan su retablo barroco recargadamente decorado y la imagen titular de la Virgen de la Salud, originalmente tallada como Virgen de los Remedios. Esta última es una figura de la Virgen con el Niño en posición de Odighitria que ha sido fechada en base a sus características escultóricas a finales del siglo XV o principios del siglo XVI, con un estilo gótico hispano-flamenco. En el interior de la ermita hay además varios cuadros barrocos, como los dedicados a la Virgen del Puerto, la Asunción de María, San Felipe Neri, María Magdalena y San Francisco. Además, durante la restauración de 1998 se descubrió en su archivo un cantoral miniado del siglo XVIII, que se alberga en la ermita tras haber sido restaurado en el monasterio de Yuste.
Los dos cubos que protegían lateralmente la antigua puerta de Trujillo se han incorporado a la construcción para albergar dos sacristías de la ermita. Sin embargo, solamente una de las antiguas torres alberga en su interior una estancia con funciones de sacristía: la otra alberga el conocido como cuarto de los faroles, que es una sala que históricamente servía para hospedaje de peregrinos y que recibe su nombre por guardar los faroles que la cofradía sacaba para rezar el rosario de la aurora.

## Uso actual
El edificio tiene gran importancia simbólica para el conjunto monumental de la ciudad, ya que su fachada de extramuros es el primer monumento del casco antiguo que se ve desde su acceso meridional. Debido a ello, en 2020 el Ayuntamiento de Plasencia adquirió y derribó algunos edificios en los alrededores, haciendo que el Cañón sea completamente visible desde el puente de Trujillo. Al ser parte de la muralla de Plasencia, el edificio está protegido como Bien de Interés Cultural desde 1949, cuando un decreto dio ese nivel de protección a todas las fortificaciones históricas del país.
Pese a la gran importancia cultural de la ermita en la ciudad, el espacio religioso normalmente solo se abre al público con motivo del "Ramo de la Salud", una fiesta religiosa con novena en honor a la Virgen de la Salud, que tiene lugar entre finales de septiembre y principios de octubre con varios días de misa y rosario. La novena es una tradición religiosa que tiene gran arraigo en la ciudad, y es especialmente conocida gracias al "limosnero", "pertiguero" o "pedidor", un cofrade que la anuncia por el casco antiguo pidiendo limosna acompañado por un tamborilero. La tradición religiosa consiste en subir los devotos por una de las escaleras, rezar una oración que data del siglo XVIII y bajar por la escalera contraria. Durante estas festividades es también tradicional sortear un cochino, para lo cual la planta baja de la estructura cuenta con una estancia destinada a guardar el animal, aunque actualmente se entrega al ganador de la rifa el equivalente en dinero. Este sorteo tradicional es un vestigio de la función que tenía la puerta de Trujillo en la Edad Media: este era el lugar donde cada mañana el porquero de la ciudad recogía a los cerdos de los vecinos para llevarlos al campo.
Aparte de las citadas celebraciones religiosas de principios de otoño, la ermita se utiliza solo ocasionalmente. En 2005-2006, cuando era habitual que el templo tuviera misa los domingos, el Ayuntamiento de Plasencia intentó llegar a un acuerdo con la Devoción de Nuestra Señora de la Salud (la cofradía encargada de la administración del templo) para abrir el espacio religioso permanentemente para las visitas turísticas; sin embargo, las partes no llegaron a firmar el convenio que lo hubiera permitido. En 2010 volvió a plantearse la idea de abrir este espacio al turismo, en un plan para hacer visitable el adarve que une el Palacio Episcopal con la ermita.